# Fußball-Weltmeisterschaft 1970/El Salvador
Dieser Artikel behandelt die salvadorianische Fußballnationalmannschaft bei der Fußball-Weltmeisterschaft 1970.

## Qualifikation
| El Salvador              | - | Niederländisch-Guyana    | 6:0 | Estrada 23' 84', Azucar 56' 88', Barraza 87', Martínez 90' |
| El Salvador              | - | Niederländische Antillen | 1:0 | Quintanilla 28'                                            |
| Niederländische Antillen | - | El Salvador              | 1:2 | Martina / Martínez 58', Barraza 83'                        |
| Niederländisch-Guyana    | - | El Salvador              | 4:1 | Lagadeau (2), Oosthuizen, Schal / González                 |

## Salvadorianisches Aufgebot
| Nummer / Name | Nummer / Name             | Damaliger Verein              | Geburtstag | Länderspiele |
| Torhüter      | Torhüter                  | Torhüter                      | Torhüter   | Torhüter     |
| ------------- | ------------------------- | ----------------------------- | ---------- | ------------ |
| 1             | Raúl Magaña               | Atlético Marte                | 24.02.1940 |              |
| 20            | Gualberto Fernández       | Atlante San Alejo             | 12.07.1941 |              |
| Abwehr        |                           |                               |            |              |
| 2             | Roberto Rivas             | Alianza FC                    | 17.07.1941 |              |
| 3             | Salvador Mariona          | Alianza FC                    | 16.12.1943 |              |
| 4             | Santiago Cortés           | Atlético Marte                | 19.01.1945 |              |
| 5             | Saturnino Osorio          | CD Águila                     | 06.01.1945 |              |
| 13            | Tomás Pineda              | Alianza FC                    | 21.01.1946 |              |
| 14            | Mauricio Manzano          | CD FAS                        | 30.09.1943 |              |
| 18            | Guillermo Castro          | Atlético Marte                | 25.06.1940 |              |
| Mittelfeld    |                           |                               |            |              |
| 6             | José Quintanilla          | Atlético Marte                | 29.10.1947 |              |
| 7             | Mauricio Alonso Rodríguez | CD Universidad de El Salvador | 12.09.1945 |              |
| 8             | Jorge Vásquez             | CD Universidad de El Salvador | 23.04.1945 |              |
| 9             | Juan Ramón Martínez       | CD Águila                     | 20.04.1948 |              |
| 16            | Genaro Sarmeno            | CD FAS                        | 28.11.1948 |              |
| 19            | Sergio Méndez             | Atlético Marte                | 14.02.1942 |              |
| 22            | Alberto Villalta          | Atlético Marte                | 19.11.1947 |              |
| Angriff       |                           |                               |            |              |
| 10            | Salvador Cabezas          | Atlético Marte                | 28.02.1947 |              |
| 11            | Ernesto Aparicio          | Atlético Marte                | 28.12.1948 |              |
| 12            | Mario Monge               | CD FAS                        | 27.11.1938 |              |
| 15            | David Cabrera             | CD FAS                        | 12.09.1945 |              |
| 17            | Jaime Portillo            | Alianza FC                    | 18.09.1947 |              |
| 21            | Elmer Acevedo             | CD FAS                        | 24.02.1946 |              |
| Trainer       |                           |                               |            |              |
|               | Hernán Carrasco           |                               | 29.03.1928 |              |

## Spiele der salvadorianischen Mannschaft

### Erste Runde
- Belgien –  El Salvador 3:0 (1:0)

Stadion: Aztekenstadion (Mexiko-Stadt)
Zuschauer: 92.000
Schiedsrichter: Rădulescu (Rumänien)
Tore: 1:0 Van Moer (12.), 2:0 Van Moer (54.), 3:0 Lambert (76.) 11m
- Mexiko –  El Salvador 4:0 (1:0)

Stadion: Aztekenstadion (Mexiko-Stadt)
Zuschauer: 103.000
Schiedsrichter: Kandil (Ägypten)
Tore: 1:0 Valdivia (45.), 2:0 Valdivia (46.), 3:0 Fragoso (58.), 4:0 Basaguren (83.)
- Sowjetunion –  El Salvador 2:0 (0:0)

Stadion: Aztekenstadion (Mexiko-Stadt)
Zuschauer: 89.000
Schiedsrichter: Hormazábal (Chile)
Tore: 1:0 Byschowez (51.), 2:0 Byschowez (74.)
Das Eröffnungsspiel im Aztekenstadion von Mexiko-Stadt vor über 100.000 Zuschauern bestritten die Favoriten der Gruppe 1, Mexiko und die UdSSR. Die enttäuschende Begegnung endete torlos, sollte aber kein Gradmesser für das WM-Turnier werden. Die Gastgeber konnten danach El Salvador (4:0) und Belgien (1:0) auf Distanz halten und wurden Gruppenzweiter. Die UdSSR siegte ebenfalls gegen die beiden weiteren Gegner und hatte aufgrund der mehr geschossenen Tore in der Endabrechnung der Gruppe knapp die Nase vorn.